# (33412) Arjunsubra
1999 CX96 (asteroide 33412) é um asteroide da cintura principal. Possui uma excentricidade de 0.19584600 e uma inclinação de 3.98119º.
Este asteroide foi descoberto no dia 10 de fevereiro de 1999 por LINEAR em Socorro.